# BeritaSatu.com
BeritaSatu.com – indonezyjski portal internetowy o charakterze informacyjnym. Tematyka serwisu koncentruje się na aktualnościach finansowych, ekonomicznych i politycznych.
Witryna należy do przedsiębiorstwa mediowego BeritaSatu Media Holdings, które jest także właścicielem stacji telewizyjnej BeritaSatu.
Serwis został założony w 2010 roku. W ciągu miesiąca portal odnotowuje ponad 2 mln wizyt (stan na 2020 rok). W lutym 2022 r. był 136. stroną WWW w kraju pod względem popularności (według danych Alexa Internet).